# ریما ریما
ریما ریما (به اسپانیایی: Rima Rima) یک کوه در پرو است که در Independencia واقع شده‌است. ریما ریما ۵٬۲۴۸ متر بالاتر از سطح دریا واقع شده‌است.